# Zagradina
Zagradina (cyr. Заградина) – wieś w Serbii, w okręgu zlatiborskim, w gminie Priboj. W 2011 roku liczyła 155 mieszkańców.